# Amt Wiedingharde
Amt Wiedingharde (wiedingharde: Wiringhiird; danès: Vidding Herred) fou un amt del districte de Nordfriesland, a Slesvig-Holstein, Alemanya, que comprenia la part continental septentrional del districte. Tenia una extensió de 125 km² i una població de 4.400 habitants (2008). La seu era a Neukirchen. L'1 de gener de 2008, junt amb els Ämter Karrharde, Süderlügum i Bökingharde, i els municipis de Niebüll i Leck, formà el nou Amt Südtondern.
Comprenia els municipis de:
- Aventoft (508)
- Emmelsbüll-Horsbüll (1056)
- Friedrich-Wilhelm-Lübke-Koog (165)
- Klanxbüll (941)
- Neukirchen (1315)
- Rodenäs (452)